# Талон (Республика Алтай)
Талон — село в Турочакском районе Республики Алтай. Входит в состав Майского сельского поселения.

## География
Находится в горнотаёжной местности на склоне хребта Бийская Грива, недалеко от границы Республики Алтай с Кемеровской областью в месте слияния реки Талон с рекой Каурчак.
Постановлением Правительства Российской Федерации село Талон отнесено к районам Крайнего Севера и приравненным к ним местностей с ограниченными сроками завоза грузов.
Через населённый пункт проходит гравийная дорога Таштагол — Мрассу.
В селе единственная улица — Речная.

## История
В селе Талон издавна добывают золото. В 1855 году здесь были открыты золотоносные источники и началась добыча золота. Первыми золотодобытчиками были одиночки-старатели.
В 1881 году в селе обосновался главный управляющий промыслами компании «Южно-Алтайское золотопромышленное дело» (основатель — коллежский советник Мальцов П.Д.).
Во времена СССР — населённый пункт Чанышского (с 1972 года — Майского) сельсовета.
29 февраля 1968 года решением Турочакского райисполкома в Талоне было открыто отделение связи.
В селе была школа, сельский клуб, фельдшерско-акушерский пункт.

## Промышленность
В селе добывают золото на приисках.

## Транспорт
Автобус из Таштагола ходит только до посёлка Чулеш (маршрут №105, Вт, Ср, Чт, Сб, Вс). Из аэропорта города Таштагол в посёлок Мрассу и другие отдалённые шорские посёлки еженедельно (по понедельникам) летает вертолёт Ми-8 ООО «Аэрокузбасс». Какое-либо наземное сообщение с райцентром — селом Турочак и другими населёнными пунктами Республики Алтай — отсутствует.

## Население
| 2010 | 2011 | 2012 | 2013 | 2014 | 2015 | 2016 |
| ---- | ---- | ---- | ---- | ---- | ---- | ---- |
| 32   | →32  | ↘23  | ↘20  | ↘15  | ↘13  | →13  |

## Известные уроженцы
Вялков Василий Михайлович (1964 — 2009) — музыкант, певец, Заслуженный артист Республики Алтай.